# Шензе
Шензе (њем. Schönsee) град је у њемачкој савезној држави Баварска. Једно је од 33 општинска средишта округа Швандорф. Према процјени из 2010. у граду је живјело 2.701 становника. Посједује регионалну шифру (AGS) 9376160.

## Географски и демографски подаци
Шензе се налази у савезној држави Баварска у округу Швандорф. Град се налази на надморској висини од 655 метара. Површина општине износи 50,3 km². У самом граду је, према процјени из 2010. године, живјело 2.701 становника. Просјечна густина становништва износи 54 становника/km².